# Artiglieria terrestre
Con artiglieria terrestre si indica l'insieme delle armi di artiglieria progettate per l'utilizzo contro un bersaglio sul suolo.

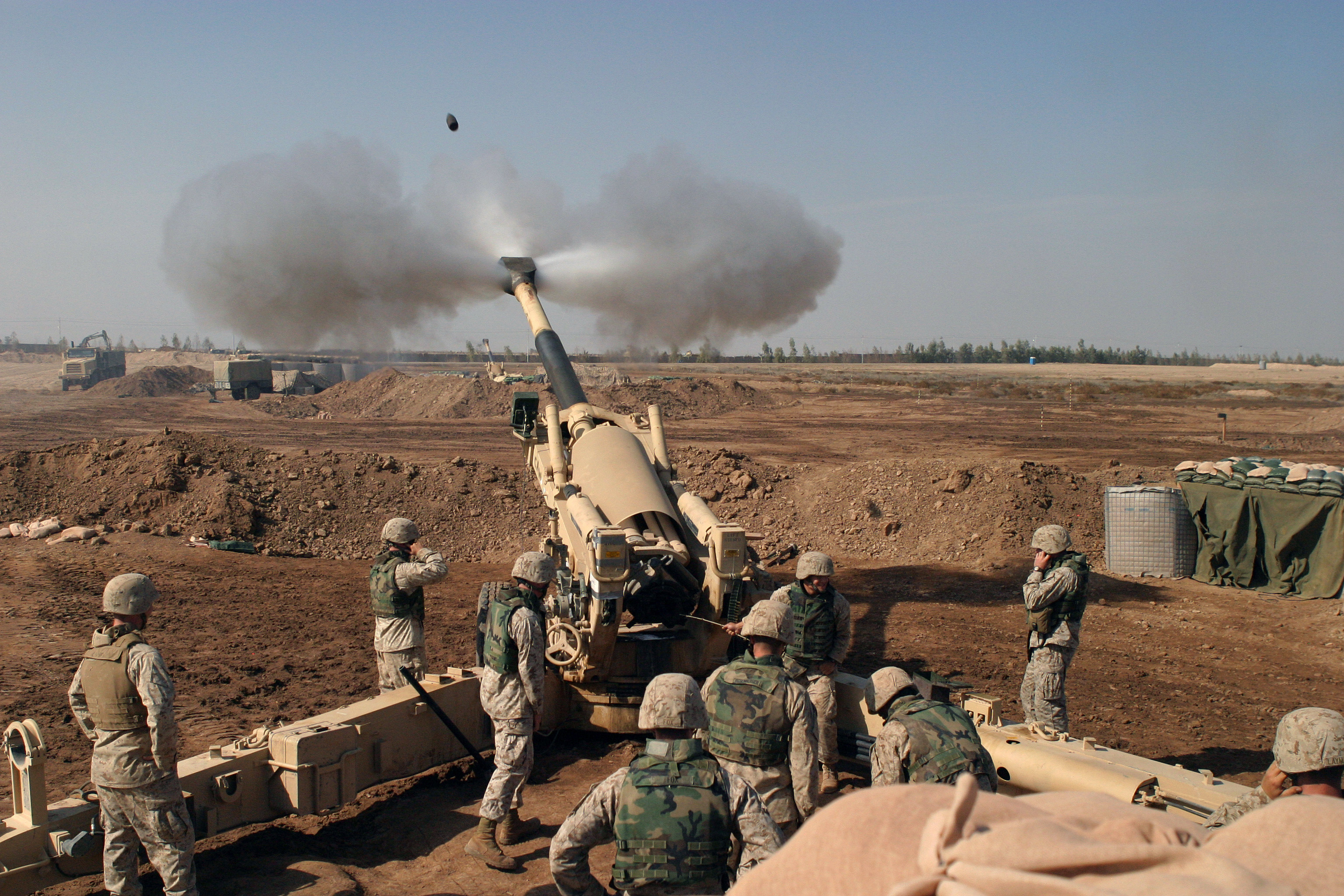
Un obice M198 da 155 mm in azione durante la guerra in Iraq, circondato dagli artiglieri del 4º battaglione del 14º reggimento Marine. (immagine è stata ripresa l'11 novembre 2004 nel campo militare di Falluja durante la seconda battaglia di Falluja.

## Classificazione

### Impiego
Può essere classificata in diverse modi, la principale classificazione riguarda l'impiego:
- - le armi pesanti della fanteria raggruppano i mortai di piccolo e medio calibro, i lanciagranate e le piccole artiglierie d'accompagnamento (quindi è organica ai battaglioni dell'arma base, generalmente fanteria)
  - l'artiglieria da campagna raggruppa le artiglierie destinate a cooperare direttamente con le unità di arma base, fanteria, cavalleria o reggimenti corazzati (quindi è organica nella brigata);
  - l'artiglieria pesante campale raggruppa le artiglierie destinate a battere gli obiettivi di interesse della manovra di una Grande Unità e, sussidiariamente, a rinforzare le azioni dell'artiglieria da campagna (quindi è organica nella brigata o assegnata in gruppi autonomi al corpo d'armata)
  - l'artiglieria pesante raggruppa le artiglierie destinate esclusivamente a battere gli obiettivi di interesse della manovra di una Grande Unità complessa, specie alle maggiori distanze d'intervento (quindi è sempre organizzata in gruppi autonomi, assegnati a corpi d'armata o direttamente al comando di armata)
  - l'artiglieria controcarri raggruppa le artiglierie specificamente idonee a combattere i mezzi corazzati (quindi generalmente è organica ai battaglioni dell'arma base)
  - l'artiglieria contraerei raggruppa le artiglierie destinate al contrasto aereo di punto (contraerei leggera) o al contrasto aereo di area (contraerei missili),

### Installazione
Una seconda classificazione riguarda l'installazione:
- - le artiglierie a traino meccanico sono destinate a spostarsi al traino di un mezzo meccanico, cingolato o ruotato, dal quale vengono poi separate al momento dello schieramento
  - le artiglierie semoventi sono permanentemente montate su di una piattaforma, cingolata o ruotata, idonea a muoversi autonomamente (indicate come cannoni semoventi se su scafo cingolato o autocannoni se su scafo ruotato)
  - le artiglierie autocarrate o portee (obsolete) vengono trasportate a bordo di un autocarro, dal quale vengono poi fatte scendere mediante piani inclinati al momento dello schieramento
  - le artiglierie ferroviarie (obsolete) sono permanentemente montate su di un pianale ferroviario, si spostano lungo le strade ferrate al traino di motrici ferroviarie ed intervengono col fuoco direttamente dalla sede ferroviaria
  - diversi mezzi blindati, ed in particolare i carri armati, dispongono di un'artiglieria quale armamento principale. La differenza tra questi e le artiglierie semoventi sta nel tipo di materiale d'artiglieria (tipicamente cannoni e non obici) e nel tipo di traiettoria (tesa e non curva).

### Traiettoria
Una terza classificazione riguarda la traiettoria che il pezzo di artiglieria è in grado di realizzare:
- - le bombarde (obsolete) ed i mortai sono caratterizzati da una traiettoria estremamente curva (l'angolo di tiro è compreso fra 45 e 90º), idonea a battere obiettivi fortemente defilati, che, in pratica, vengono colpiti dall'alto; tale caratteristica penalizza la precisione del tiro. Comunque i mortai, dato che non devono (e non possono) sparare a lunghe distanze, possono avere una lunghezza della canna minore di quella delle altre armi
  - gli obici sono caratterizzati da una traiettoria curva, anche se meno dei mortai (l'angolo di tiro è minore di 45º), che penalizza scarsamente la precisione dell'arma pur agevolando l'intervento su obiettivi parzialmente defilati. La lunghezza della canna è decisamente superiore a quella dei mortai.
  - i cannoni sono caratterizzati da una traiettoria tesa che li rende estremamente precisi su obiettivi a sviluppo verticale, pur penalizzandone la precisione sugli obiettivi a sviluppo orizzontale e, soprattutto, impedendo il tiro contro obiettivi defilati
  - i razzi sono artiglierie autopropulse caratterizzate dall'impossibilità di modificarne la traiettoria dopo il lancio; sono lanciati da specifiche piattaforme (lanciarazzi) idonee a fornire loro la direzione e l'angolo di tiro iniziali; i lanciarazzi multipli sono inoltre in grado di lanciare, contemporaneamente o in rapida successione, più razzi
  - i missili sono artiglierie autopropulse la cui traiettoria può essere modificata anche dopo il lancio, mediante diverse tecniche che vanno dalla filoguida all'asservimento radar a sistemi di guida automatici presenti sul missile stesso

## Balistica
Il tiro con l'artiglieria terrestre ha caratteristiche particolari, molto diverse da quelle del tiro con armi leggere, in genere si distingue fra:
- Tiro diretto - Viene effettuato quando la linea di tiro è completamente libera fra bocca da fuoco e bersaglio (quindi può essere effettuato solo da cannoni o obici-cannoni)
- Tiro indiretto - Viene effettuato quando la linea di tiro è bloccata da un qualunque ostacolo (generalmente è effettuato da mortai, obici e obici-cannoni, può essere effettuato da cannoni in casi particolari)
- Tiro di razzi - In genere è un tiro di saturazione d'area, data la scarsa precisione di queste armi
- Tiro di missili - Data la caratteristica di queste armi è sempre un tiro con arma singola, può essere balistico o a propulsione continua.